# Garry Kitchen's Super Battletank: War in the Gulf
Garry Kitchen's Super Battletank: War in the Gulf (souvent abrégé Super Battletank) est un jeu vidéo de simulation de tank sorti en 1992 sur Game Gear, Mega Drive et Super Nintendo. Le jeu a été développé et édité par Absolute Entertainment. La version Game Gear a été éditée par Majesco Sales.